# NGC 643
NGC 643 је расејано звездано јато у сазвежђу Хидрус које се налази на NGC листи објеката дубоког неба.
Деклинација објекта је - 75° 33' 24" а ректасцензија 1h 35m 0,7s. Привидна величина (магнитуда) објекта NGC 643 износи 12,3. NGC 643 је још познат и под ознакама ESO 29-SC50.